# کارلس پوجدمون
کارلِس پوجدمون ئی کازاماژو (کاتالونیایی: Carles Puigdemont i Casamajó؛ کاتالان: [ˈkarɫəs ˌpudʒðəˈmon i kazəməˈʒo] (); اسپانیایی: [ˈkaɾles puɣðeˈmon(t) i kasamaˈxo]؛ زادهٔ ۲۹ دسامبر ۱۹۶۲)، یک سیاست‌مدار و روزنامه‌نگار اهل اسپانیا است. او رئیس پیشین دولت خودمختار کاتالونیا است و گفته می‌شود که او در رساندن کاتالونیا به موقعیت کنونی نقش کلیدی داشته است. وی همچنین عضو پارلمان کاتالونیا و شهردار سابق خیرونا است.

## زندگی
کارلِس پوجدمون در ۲۹ دسامبر ۱۹۶۲ در آمر کاتالونیا متولد شد. دوران رشد او مصادف با دوران دیکتاتوری فرانسیسکو فرانکو بود. او در یک مدرسه شبانه‌روزی وابسته به کلیسا، زبان اسپانیایی آموخت.
پس از تحصیل در آمریکا و خیرونا، در سال ۱۹۸۲ برای نشریات محلی مختلف نوشت و سردبیر روزنامه «ال پونت» شد. در سال‌های ۱۹۹۹–۲۰۰۲ به عنوان مدیر خبرگزاری کاتالان و در سال‌های ۲۰۰۲–۲۰۰۴ به عنوان مدیر خانه فرهنگ خیرونا مشغول به کار شد. خانواده پوجدمون از حامیان جنبش استقلال کاتالونیا بودند. پوجدمون در سال ۱۹۸۰ با پیوستن به همگرایی دموکراتیک کاتالونیا، سلف حزب دموکرات اروپایی کاتالونیا، وارد سیاست شد. در سال ۲۰۰۶، زمانی که از حوزه انتخابیه خیرونا به عضویت پارلمان کاتالونیا انتخاب شد، از روزنامه‌نگاری استعفا داد تا حرفه‌ای را در سیاست دنبال کند. او در سال ۲۰۰۷ به عضویت شورای شهرداری خیرونا انتخاب شد و در سال ۲۰۱۱ شهردار خیرونا شد. در ۱۰ ژانویه ۲۰۱۶، پارلمان کاتالونیا، پس از توافق یک اتحاد انتخاباتی به رهبری CDC، و نامزدی وحدت مردمی، پوجدمون را به عنوان صد و سی امین رئیس‌جمهور انتخاب کرد.

## مناصب
- در سال‌های ۲۰۱۱ تا ۲۰۱۶ شهردار خیرونا واقع در شمال کاتالونیا بود.
- از ۱۰ ژانویه ۲۰۱۶ تاکنون (۲۰۱۷) رئیس دولت خودمختار کاتالونیا است.
- عضو پارلمان کاتالونیا است.[۱]
- رئیس انجمن شهرداری‌ها برای استقلال است.